# Бела Фаркаш
Бела Фаркаш (мађ. Farkas Bela; (Ријека, 1894 — Палић, 1941) био је мађарски сликар.

## Биографија
Родио се 24. фебруара 1894. године у Ријеци. Презиме Фаркаш добио је удајом његове мајке Нели Габош за суботичког инжењера Јожефа Фаркаша. Свога оца Акоша Бућкаија никад није упознао иако је то веома желео. Детињство и младалачке дане провео је у Суботици и на Палићу. Гимназију је похађао у Будимпешти, а матурирао је у Суботици, 1911. године, па се уписо у Школу за примењену уметност у Пешти. Први пут је изложио своје пастеле у Суботици на изложби пештанског Салона 5. маја 1912. године, још као матурант, самоук сликар.
По властитој изјави из 1924. године школовао се у Нађбањи, потом у Пешти, Бечу и Берлину, а затим од лета или јесени 1913. године до половине јануара 1915. године, у ликовној колонији у Кечкемету. Ментор му је био познати сликар Бела Ивањи Гринвалд. У Бечу и Берлину бавио се позоришном сценографијом, а у Кечкемету приклонио се „касно сецесијској декоративној стилизацији”.
За време Првог светског рата био је војник Аустроугарске. Борио се на руском и италијанском ратишту. Преживео је све страхоте рата. Са бојишта се вратио 1918. године у Суботицу са дубоким психичким траумама.
После рата духовно растројен није успео да реши своје егзистенцијалне проблеме. У таквом стању о наставку студија није могао ни да помишља. Град није имао разумевања за његову уметност. Несхваћен без икакве помоћи са стране, прибегао је наркотицима и пићу. Иако је живео крајње оскудно, није био мизантроп. Имао је пријатеље, одлазио је у разна друштва и био је стални гост у уредништвима суботичких и новосадских новина. После рата ће се поступно устаљивати његова препознатљивост пастелних сновиђења, театарских призора и јаке контуре. Бавио се и поезијом, писао је новеле и чланке за локалне новине. Сликарство му асоцира на „децу цвећа” каснијег раздобља али подједнаке резигнације и антиратног расположења. У мећуратном периоду више пута је имао заједничку изложбу са брачним паром Барањи. Изложио је својих осам слика и на изложби бачванских сликара у Суботици 1932. године.
Његова уметност је пуна бескрајне туге ратом очемереног интелектуалца. Слике су му у приватним колекцијама и у завичајној галерији Градског музеја у Суботици.
После Другог светског рата поново је откривен. Слике које је некад продавао у бесцење, данас су добродошле у свакој галерији. За време живота није имао ни једну самосталну изложбу. Прву ретроспективну изложбу организовали су му 1961. године на двадесету годишњицу смрти.
На годишњицу мајчине смрти, 13. октобра 1941. године, са свећом у руци се бацио под трамвај. Сахрањен је на палићком гробљу, где постоји Гробница Беле Фаркаша.